# Ceren Moray
Ceren Moray (* 5. Juni 1985 in Diyarbakır) ist eine türkische Schauspielerin.

## Leben und Karriere
Moray wurde am 5. Juni 1985 in Diyarbakır geboren. Ihre Mutter kommt aus Kastamonu. Väterlicherseits ist sie kurdischer Abstammung.
In ihrer Kindheit zog sie mit ihrer Familie nach Istanbul. Sie studierte an der Haliç Üniversitesi. Ihr Debüt gab sie 2003 in der Fernsehserie Serseri Aşıklar. Danach spielte sie 2005 in Nefes Nefese die Hauptrolle. Zwischen 2014 und 2017 bekam sie in der Serie O Hayat Benim die Hauptrolle. Seit 2017 ist Moray mit Nicco Brun verheiratet. Außerdem trat sie 2021 in Yalancılar ve Mumları auf.

## Filmografie
Filme
- 2014: Bi Küçük Eylül Meselesi
- 2015: Yok Artık!
- 2016: Olaylar Olaylar
- 2016: El Değmemiş Aşk
- 2018: Arada

Serien
- 2003: Serseri Aşıklar
- 2004: Dayı
- 2005: Nefes Nefese
- 2007–2008: Doktorlar
- 2007–2010: Kavak Yelleri
- 2012–2013: İşler Güçler
- 2014–2017: O Hayat Benim
- 2018–2019: Avlu
- 2020: Öğretmen
- 2021: Olağan Şüpheliler
- 2021: Yalancılar ve Mumları
- 2023: Kirli Sepeti